# Michel Puech
Pour les articles homonymes, voir Puech.
Michel Puech, né en 1960, est un philosophe et consultant indépendant français.

## Biographie
Il a étudié la philosophie en suivant une filière classique (École normale supérieure de Saint-Cloud puis agrégation en 1983), et il a soutenu une thèse d'État sur Kant sous la direction d'Alexis Philonenko. Il obtient ensuite un poste à l’université de Bordeaux et deux ans après à l'Université de Paris-Sorbonne (Paris IV) (désormais Sorbonne Université), où il enseigne depuis 1992.
Dès 1995, il prend ses distances avec le monde académique et est recruté par un cabinet de recrutement en entreprise. Il revient ensuite à l'université et continue à enseigner tout en travaillant pour diverses entreprises comme consultant indépendant : il donne régulièrement des conférences en entreprise, en particulier sur le management et la technique mais également sur la philosophie.
En 2000, Michel Puech crée, avec Brigitte Labbé, une collection de philosophie pour enfants, « Les Goûters philo », d'abord publiée chez Milan, puis désormais chez Bayard ; puis en 2003, une nouvelle collection « De vie en vie » chez le même éditeur. Il publie depuis 2010 plusieurs ouvrages dans une autre collection, « Philosopher ? » aux éditions Le Pommier, à destination des jeunes adolescents.

## Principales publications
- Kant et la causalité. Étude sur la formation du système critique, Paris, Vrin, 1990  (ISBN 978-2-7116-1025-9)[8],[9],[10].
- La philosophie en clair. 10 classiques sérieusement dépoussiérés, Paris, Ellipses, 1999.  (ISBN 2-7298-0485-4)
- Homo sapiens technologicus. Philosophie de la technologie contemporaine, philosophie de la sagesse contemporaine, Paris, Le Pommier, 2008.  (ISBN 978-2-7465-0357-1)[11],[12],[13].
- Développement durable : un avenir à faire soi-même, Paris, Le Pommier, 2010.  (ISBN 978-2-7465-0462-2)[14]
- The ethics of ordinary technology, New York, Routledge, 2016  (ISBN 978-1-1386-5934-6).
- La philosophie du tatami. La voie des arts martiaux pour vivre le quotidien, Paris, Hachette, 2018  (ISBN 978-2-01-703558-9).